# George Simpson (atleta)
George Simpson   (Columbus, 21 de setembre de 1908 - Columbus, 2 de desembre de 1961) va ser un atleta estatunidenc, especialista en curses de velocitat, que va competir durant les dècades de 1920 i 1930.
El 1932 va prendre part en els Jocs Olímpics de Los Angeles, on disputà dues proves del programa d'atletisme. Guanyà la medalla de plata en els 200 metres, rere Eddie Tolan, mentre en els 100 metres fou quart.
Fou el primer atleta en córrer les 100 iardes en 9.4 segons, però en emprar blocs de sortida el rècord no fou ratificat. Guanyà les 220 iardes dels campionats de la NCAA i AAU de 1930. El 1929 igualà, de manera no oficial, el rècord del món dels 200 metres.

## Millors marques
- 100 metres. 10.3" (1930)
- 200 metres. 21.0" (1929)[1][3]